# Коньков, Сергей Александрович
Серге́й Алекса́ндрович Конько́в (род. 30 мая 1982, Москва) — российский хоккеист.

## Биография
Воспитанник московских «Крыльев Советов». Начал карьеру в 1999 году в составе родного клуба, выступая до этого за его фарм-клуб. В следующем году перешёл в ХК ЦСКА, выступавший в Высшей лиге. За три сезона набрал 56 (31+25) очков в 131 проведённом матче. Сезон 2002/03 начинал уже в ЦСКА, однако, проведя в его составе лишь два матча, подписал контракт с пермским «Молотом-Прикамье».
В 2003 году заключил соглашение с нижнекамским «Нефтехимиком», где стал одним из лидеров команды, за четыре сезона проведя 214 матчей, в которых набрал 83 (42+41) очка. Весной 2007 года заключил соглашение с ярославским «Локомотивом», с которым дважды подряд завоёвывал серебро сначала Суперлиги, а затем и КХЛ. Всего в составе ярославского клуба провёл 174 матча, набрав 83 (46+37) очка, однако в январе 2010 года, неожиданно для многих, был обменян обратно в Нижнекамск на Константина Макарова.
В «Нефтехимике» вновь стал одним из самых результативных игроков, в 81 проведённом матче набрав 48 (20+28) очков. 17 мая 2011 года подписал двухлетний контракт с московским «Динамо». В составе «Динамо» дважды подряд становился обладателем Кубка Гагарина (2012 и 2013). При этом если в первом сезоне был одним из основных форвардов клуба: 27 очков (10+17) в 47 матчах регулярного сезона, то в сезоне 2012/2013 его роль в команде стала не такой значительной — только два очка (1+1) в 23 матчах регулярного сезона. В плей-офф 2012/13 сыграл полезнее — 6 очков (4+2) в 20 матчах.
В 2013 году перешёл в ярославский «Локомотив». В регулярном сезоне КХЛ 2013/14 набрал 9 очков (3+6) в 27 матчах, однако уже в первой серии плей-офф против московского «Динамо» забросил по две шайбы в шестом (6:0) и седьмом (5:1) матчах, что позволило ярославцам сенсационно выбить двукратного обладателя Кубка Гагарина. В следующей серии против СКА забросил две шайбы во втором матче (победа «Локомотива» в овертайме в Санкт-Петербурге со счётом 5:4) и одну шайбу в победном третьем матче (4:1). В 2020 завершил карьеру.

### Сборная
В составе сборной России принимал участие в этапах Еврохоккейтура в сезоне 2006/07. Всего на его счету 5 (0+5) очков в 9 матчах за сборную.

### Достижения
- Серебряный призёр чемпионата России 2008.
- Финалист Кубка Гагарина 2009.
- Двукратный обладатель Кубка Гагарина (2012, 2013).
- Чемпион России (2012, 2013).
- Третий призёр чемпионата России 2014.
- Обладатель Кубка мэра Москвы 2012.
- Обладатель «Кубка Открытия» 2012.

## Статистика
| Легенда | Легенда                    | Легенда | Легенда                   | Легенда | Легенда    |
| ------- | -------------------------- | ------- | ------------------------- | ------- | ---------- |
| И       | Количество проведённых игр | Штр     | Штрафное время            | +/−     | Плюс-минус |
| Г       | Голы                       | П       | Голевые передачи          | О       | Очки       |
| -       | Статистика неизвестна      | —       | Статистика не учитывалась |         |            |